# シャボン泥棒
シャボン泥棒（しゃぼんどろぼう Ladri di Saponette）は1989年のイタリア映画。

## 解説
自作をCMでブツギリにされた映画監督がTVの世界に入り込んでいくというコメディ・タッチのファンタジー映画。

## ストーリー
映画監督のマウリツィオは自作の『シャボン泥棒』が放映されるにあたってテレビ局に招かれる。作品はかつてのネオ・レアリズモ風味の映画であるが、CM放映のせいで作品が台無しにされるとマウリツィオは怒る。しかし、突然停電が起こりなんとCMの水着モデルが自作の映画に入り込んでしまい、さらに作品の中のマリアがCMの世界に逆に迷い込んでしまったからさあ大変!マウリツィオの『シャボン泥棒』はおかしな方向へ事態が進みマウリツィオ自らTVの世界に乗り込むが…。

## スタッフ
- 監督・原案・脚本：マウリツィオ・ニケッティ

- 製作：エルネスト・ディ・サッロ
- 脚本：マウロ・モンティ
- 撮影：マリオ・バッティストーニ
- 音楽：マヌエル・デ・シーカ

## キャスト
- マウリツィオ・ニケッティ
- カテリーナ・シロス・ラビニ
- ハイジ・コマレク
- フェデリコ・リッツォ
- マテオ・オーガルディ
- レナート・スカルパ